# (19531) Charton
(19531) Charton est un astéroïde de la ceinture principale d'astéroïdes.

## Description
(19531) Charton est un astéroïde de la ceinture principale d'astéroïdes. Il fut découvert le 7 avril 1999 à Socorro (Nouveau-Mexique) par le projet LINEAR. Il présente une orbite caractérisée par un demi-grand axe de 2,25 UA, une excentricité de 0,17 et une inclinaison de 5,7° par rapport à l'écliptique.

## Compléments